# Omen (1976)
Omen (originaltitel: The Omen) är en amerikansk skräckfilm från 1976 i regi av Richard Donner. Manus skrevs av David Seltzer. Filmen var en internationell samproduktion mellan Storbritannien och USA med Gregory Peck, Lee Remick, David Warner, Harvey Spencer Stephens (i sin filmdebut), Billie Whitelaw, Patrick Troughton, Martin Benson och Leo McKern. Filmens handling följer Damien Thorn, ett litet barn som vid födseln ersätts av sin far utan att hans fru vet det efter att deras biologiska barn dör strax efter födseln. När en serie mystiska händelser och våldsamma dödsfall inträffar runt familjen och Damien går in i barndomen får de veta att han faktiskt är den profeterade Antikrist.
Omen släpptes av 20th Century Fox i juni 1976 och fick blandade recensioner från kritiker men var en kommersiell framgång och spelade in över 60 miljoner dollar på den amerikanska marknaden och blev en av de mest inkomstbringande filmerna 1976. Filmen fick två Oscar-nomineringar och vann för bästa originalmusik av Jerry Goldsmith, hans enda Oscar-vinst. Filmen skapade en franchise, som började med Damien: Omen II, släppt två år senare, följt av en tredje del, De sju knivarna - Omen III, 1981 och Omen IV: The Awakening 1991. En nyinspelning släpptes 2006.

## Handling
Den amerikanske diplomaten Robert Thorn och hans hustru Kathy bor i Rom, där hon föder en pojke som dör. Sjukhusprästen fader Spiletto övertalar Robert att i hemlighet adoptera ett barn vars mor just dog i barnsäng. Robert berättar inte för Kathy att barnet inte är deras eget. De kallar honom Damien.
Fem år senare är Robert ambassadör i Storbritannien när mystiska händelser plågar Thorns: en hotfull Rottweiler dyker upp i deras hem, Damiens barnflicka hänger sig offentligt under Damiens femte födelsedagsfest, den nya barnflickan Mrs. Baylock anländer oanmäld, Damien vägrar våldsamt att gå in i en kyrka och Damiens närvaro skrämmer djur i en djurpark. Fader Brennan varnar Robert för Damiens ursprung, antyder att han inte är mänsklig och insisterar på att Robert tar emot nattvarden. Han berättar för Robert att Damien är son till Satan, att Kathy är gravid och att han kommer att döda sitt ofödda syskon och föräldrar om han inte dör. Senare dödas Brennan av en fallande åskledare. Kathy berättar för Robert att hon vill göra abort, vilket han motsätter sig. Damien knuffar Kathy över ett räcke. Hon skadas och får missfall.
Fotografen Keith Jennings lägger märke till skuggor på fotografier av barnflickan och fader Brennan som förebådar deras död. Keith visar Robert bilderna tillsammans med nyhetsklipp och bibliska avsnitt som förebådar Antikrists ankomst. Han följer med Robert till Rom för att undersöka Damiens födelse. De får veta att en brand förstörde sjukhuset, inklusive Kathys moderskapsjournaler, och dödade personalen i tjänst. De hittar fader Spiletto i ett kloster, svårt bränd, stum, blind på ena ögat och delvis förlamad. Han leder dem till kyrkogården där Damiens biologiska mor är begravd. I Damiens mors grav finner Robert och Keith ett schakalkadaver och ett barnskelett med en krossad skalle. Robert inser att schakalen är Damiens mor och barnet är hans egen son, mördad så att Damien kan ta hans plats. Ett gäng Rottweilers driver Robert och Keith från kyrkogården.
Robert ringer Kathy på sjukhuset för att berätta att hon måste lämna London. Innan hon hinner göra det kastar, fru Baylock ut henne från ett fönster. Robert och Keith träffar Antikristexperten Carl Bugenhagen i Israel som säger att om Damien är den sanne Antikrist kommer han att bära ett födelsemärke i form av tre sexor. Carl ger Robert sju dolkar att döda Damien på helig mark. Thorn vägrar att göra det, men Keith envisas med sin uppgift. Efteråt halshuggs Keith av en glasskiva. Robert accepterar sedan motvilligt sin uppgift.
Robert hittar födelsemärket på den sovande Damiens hårbotten och attackeras av fru Baylock, som han hugger ihjäl. Beväpnad med dolkarna kör Robert Damien till en katedral. Hans oberäkneliga körning drar till sig polisens uppmärksamhet. Robert drar en skrikande Damien upp på altaret för att döda honom, men skjuts till döds av polisen innan han kan göra det.
Den dubbla begravningen av Kathy och Robert hedras av USA:s president och first lady, som har Damien med sig. Damien vänder sig om och ler mot kameran.

## Medverkande
| Gregory Peck            | – Robert Thorn       |
| Lee Remick              | – Katherine Thorn    |
| David Warner            | – Keith Jennings     |
| Billie Whitelaw         | – Mrs. Baylock       |
| Harvey Spencer Stephens | – Damien Thorn       |
| Patrick Troughton       | – father Brennan     |
| Martin Benson           | – father Spiletto    |
| Leo McKern              | – Bugenhagen         |
| Holly Palance           | – Holly (barnflicka) |
| Geoffrey Holder         | – Dr J. Kanye        |

## Om filmen

### Bakgrund

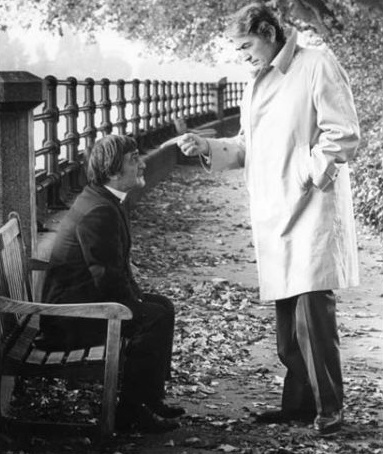
Gregory Peck till höger i en scen från Omen 1976.

Enligt producenten Harvey Bernhard kom idén om en film om Antikrist efter en diskussion om Bibeln med Bob Munger, en vän till Bernhard. När Munger berättade för honom om idén 1973 kontaktade producenten omedelbart manusförfattaren David Seltzer och anställde honom för att skriva ett manus, vilket tog ett år.
Warner Bros Pictures övervägde att göra filmen, men projektet gick inte vidare förrän Alan Ladd Jr. från 20th Century Fox tog chansen. Seltzer och Donner var oense om filmens budskap. Donner föredrog en tvetydig läsning av manuset enligt vilken det skulle lämnas till publiken att avgöra om Damien var Antikrist eller om serien av våldsamma dödsfall i filmen bara var en rad olyckliga olyckor. Seltzer avvisade tvetydigheten som Donner förespråkade och pressade på för en tolkning av hans manus som inte lämnade något tvivel hos publiken om att Damien Thorn var Antikrist och att alla dödsfall i filmen orsakades av illvilliga makt, den tolkning som Bernhard valde att gå med.
Filmen fick två uppföljare, Damien: Omen II (1978) och De sju knivarna: Omen III (1981). Dessutom kom en TV-uppföljare, Omen IV: The Awakening (1991), samt nyinspelningen Omen (2006). Den sistnämnda hade premiär den 6 juni 2006 (vilket är en referens till vilddjurets tal: 666).

### Rollbesättning
Bernhard hävdar att Gregory Peck hade varit valet att porträttera ambassadör Thorn från början. Peck blev involverad i projektet genom sin agent, som var vän med producenten Bernhard. Efter att ha läst manuset gillade Peck enligt uppgift tanken att det var mer en psykologisk thriller snarare än en skräckfilm och gick med på att spela i den. Han var först missnöjd med rekvisita och effekter i dödsscenerna men var lättad över att se hur återhållsamma och icke-exploaterande de var i den slutliga filmen.
Trots Bernhards påstående fanns det andra skådespelare som övervägdes för rollen eftersom filmstudion var ovillig att porträttera Peck som en barnamördare. Warner Bros. Pictures tyckte att rollen skulle vara idealisk för Oliver Reed. William Holden hade också blivit kontaktad för rollen, men tackade nej och hävdade att han inte ville spela i en film om djävulen. Holden skulle senare skildra Thorns bror, Richard, i uppföljaren Damien: Omen II (1978). Ett erbjudande utgick till Charlton Heston den 19 juli 1975. Han tackade nej till rollen den 27 juli, ville inte tillbringa en hel vinter ensam i Europa och oroade sig också för att filmen skulle kunna ha en exploaterande känsla om den inte hanterades försiktigt. Roy Scheider, Dick Van Dyke och Charles Bronson övervägdes också för rollen som Robert Thorn. Van Dyke tackade nej till rollen på grund av våldet och de otäcka scenerna.
Enligt separata intervjuer med Donner och Harvey Stephens hade över 500 pojkar provspelat för rollen som Damien. Den då fyraårige Stephens vann rollen efter att Donner uppmuntrat pojkarna att attackera honom under en gruppaudition, varefter Stephens enligt uppgift klöste Donner i ansiktet och sparkade honom i skrevet. Eftersom Stephens hade lockigt blont hår lät Donner göra Stephens hår rakt och färgade det svart och gav honom färgade kontaktlinser för att få honom att se läskigare ut.

### Filmning

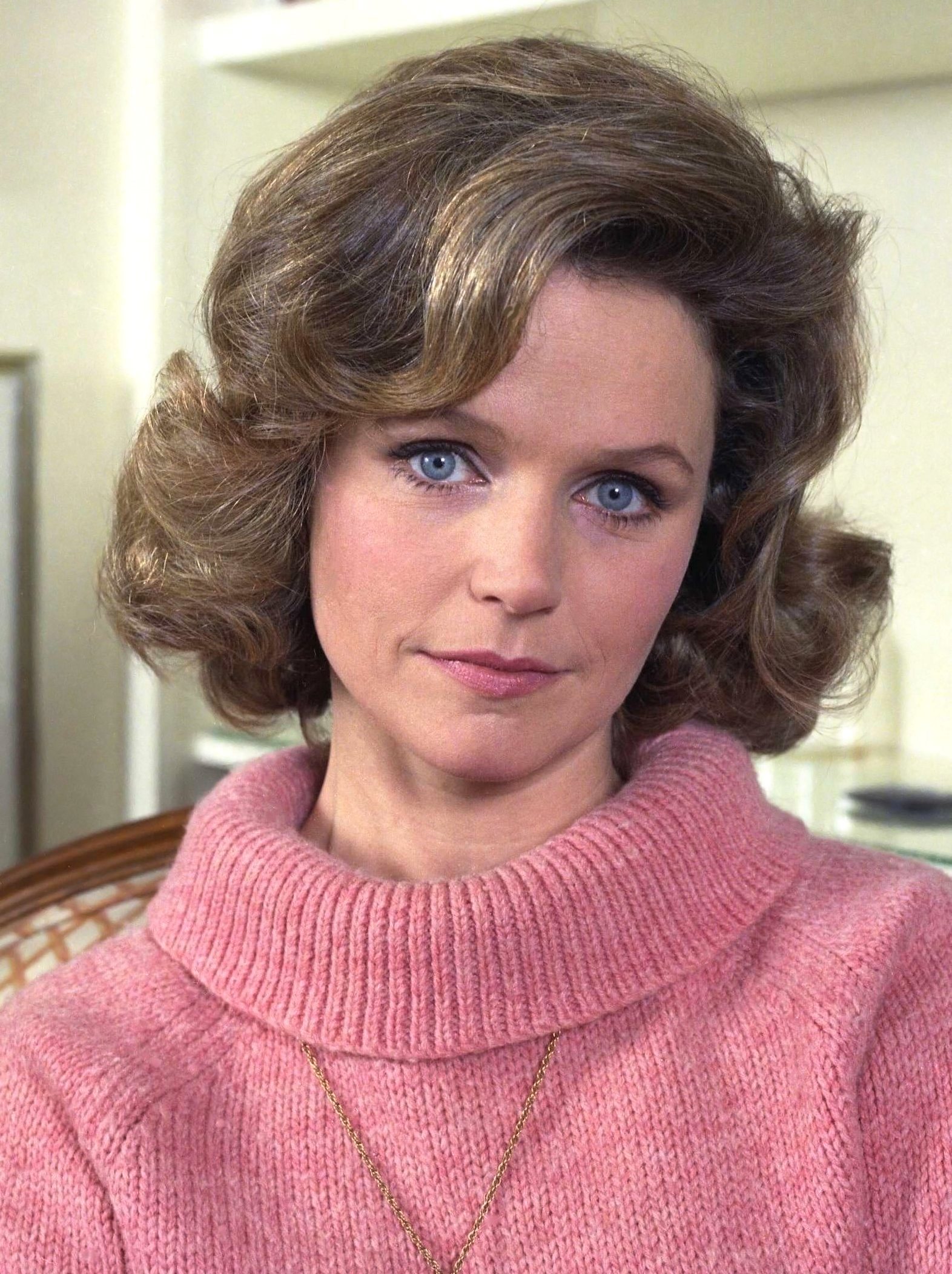
Lee Remick 1974

Inspelningen av Omen började den 6 oktober 1975 och varade i elva veckor och avslutades den 9 januari 1976. Scener spelades in på plats i Bishops Park i Fulham, London och Guildfords katedral i Surrey. Thorns herrgård filmades vid Pyrford Court i Surrey. Kyrkan i stadsdelen Bishop's Park är All Saints' Church, Fulham, på västra sidan av Putney Bridge Road. Ytterligare fotografering ägde rum på Shepperton Studios utanför London, samt på plats i Jerusalem och Rom.
För scenen där Kathys bil attackeras av babianer, försökte filmteamet först få babianerna att attackera genom att placera mat runt bilen (efter att ha fått djurparkens personal att medvetet inte mata babianerna kvällen före inspelningen), samtidigt som de placerade en babybabian i baksätet på bilen med en djurparkstjänsteman. Efter att den misslyckats med att få önskad effekt bytte tjänstemannen ut babybabianen mot alfababianen, som framgångsrikt fick babianerna att attackera bilen.  Enligt Richard Donner var Lee Remicks skräck autentisk under scenen.

## Analys
Den amerikanska forskaren Brad Duren hävdade att Omen var en del av en filmtrend med kosmisk skräck som började med Rosemarys baby 1968, men filmen var ovanlig vid den tiden eftersom den handlade om den "yttersta tiden" som förutspåddes i Uppenbarelseboken och använde ideologin om premillennial premillenniumdispensationalism som nyttjades av amerikanska fundamentalistiska protestanter. Duren hävdade vidare att biljettsuccén för Omen, som behandlade de första stadierna av apokalypsen när Antikrist föds, återspeglade tidsandan i 1970-talets Amerika.
År 1973 lanserade reklamchefen och den evangelisk kristne Robert Munger, som hade läst Hal Lindseys bok The Late, Great Planet Earth, idén till filmproducenten Harvey Bernard möjligheten att Antikrist kunde gå på jorden i form av ett barn, okänt för den stora majoriteten av mänskligheten. Detta samtal inspirerade Bernard med idén till filmen som blev Omen. Bernard gav manusförfattaren David Seltzer i uppdrag att skriva manus till filmen. Seltzer lånade i sin tur många idéer från premillennial dispensationalism, särskilt The Late, Great Planet Earth, samtidigt som han uppfann sin egen. Till exempel, ett förmodat citat från Uppenbarelseboken som presenteras i Omen ("När judarna återvänder till Sion och en komet sliter himlen itu och det heliga romerska riket stiger, då måste du och jag dö; Från det eviga havet stiger han upp, skapar arméer på båda stränderna, vänder människan mot sin broder tills människan inte finns mer") finns faktiskt inte i den boken. På samma sätt beskrivs inte den ondskefulla figur som kommer att styra världen i sju år som förutspås i Uppenbarelseboken, allmänt känd som Antikrist, som Satans son i Bibeln, medan han i Omen är Antikrists far.
I kapitlet The Omen: The Pedigree of a Horror Classic i tidskriften Den of Geek hävdar Jim Knipfel om Omen: "Det existerar ingen lika klar och centralt inflytelserik klla som "The Devil's Platform", ett avsnitt från 1974 från den första säsongen av [TV-serien] Kolchak: The Night Stalker, med Tom Skerritt som Robert Palmer, en ung politiker vars meteorframgång tycktes komma från ingenstans. Han verkar vara på god väg att bli den nya delstatssenatorn från Illinois, men är redan på jakt efter Vita huset. ... Palmer stiger snabbt i politikens värld, vilket naturligtvis var undertexten för hela Omen-serien. Alla som hotar hans uppgång eller står i hans väg - stora politiska givare, talskrivare för motkandidaten, till och med motkandidaten själv - dör mystiskt till följd av en tragisk och otäck olycka, som var avgörande för de flesta som gick för att se Omen-filmerna i första hand. ... Palmer, återigen som Damien, har också en mycket skyddande Rottweiler, som är omöjlig för skada. ... Precis som David Warners fotograf i den första filmen hjälper oförklarliga fotografiska avvikelser Kolchak i rätt riktning. ... Och i slutändan dödas den ambitiösa sataniska kandidaten med ett heligt instrument (välsignade dolkar i The Final Conflict, heligt vatten i The Night Stalker). Så på ett sätt är det att titta på "The Devil's Platform" lite som att titta på alla tre Omen-filmerna från en utomstående journalists perspektiv, förutom att Kolchak kan avsluta det hela snyggt på en timme."
Filmens framgång 1976 kan ha berott på en känsla av obehag i västvärlden vid den tiden. Som filmkritikern John Kenneth Muir skrev: "Tänk om Bibeln är korrekt? Tänk om alla tecken i Apokalypsen händer ungefär nu? Skulle vi tro på dem? Skulle vi ens märka?" Duren skrev att även om det var osannolikt att de flesta som såg filmen 1976 accepterade den dispensationalistiska synvinkeln, gav blotta känslan av att världen eller västvärlden befann sig i slutlig nedgång filmen en resonans som dess efterföljande uppföljare saknade. Utöver filmens framgång skrev Duren att filmens inverkan på populärkulturen kan ses på det sätt som många människor accepterar den dispensationalistiska läsningen av Uppenbarelseboken som den korrekta tolkningen medan den dispensationalistiska tolkningen faktiskt var och fortfarande förkastas av många kyrkor. Duren skrev att dispensationalism en gång hade varit en "marginell" teori inom protestantisk teologi, men på grund av Omens popularitet är den nu allmänt accepterad som doktrin.
Duren noterar att det i filmen måste förklaras för Robert Thorn att numret 666 är "vilddjurets märke" och spekulerar i att publiken 1976 inte var bekant med denna aspekt av Uppenbarelseboken, men på grund av filmens popularitet har numret 666 kommit in i populärkulturen och de flesta, även de som är sekulärt benängna, är medvetna om den olycksbådande betydelsen som är knuten till siffran.

## Musik
Originalmusiken till filmen, inklusive filmens temasång "Ave Satani", komponerades av Jerry Goldsmith, för vilken han fick den enda Oscar i sin karriär. Partituret har ett starkt körsegment med en förebådande latinsk sång. Enligt Goldsmiths fru Carol kämpade kompositören inledningsvis med idéer för partituret tills han plötsligt glatt meddelade henne, "Jag hör röster", med hänvisning till en orkesterkör eller kör. Det latinska språket i den här låten innehåller några fel: "Vi dricker blodet" måste vara Sanguinem bibimus (ackusativform av sanguis), även "Hell Satan!" är Ave Satana (vokativform), och vad gäller Ave Versus Christus är det rent nonsens på latin: den korrekta formen är Ave Antichriste (vokativform av Antichristus, det latinska namnet för den bibliska Antikrist).